# اوکه لیندمان
اوکه لیندمان (فنلاندی: Åke Lindman؛ ‏ ۱۱ ژانویهٔ ۱۹۲۸ – ۳ مارس ۲۰۰۹) بازیکن پیشین فوتبال، کارگردان فیلم، فیلم‌نامه‌نویس و بازیگر اهل فنلاند بود.
او در بازی‌های المپیک تابستانی ۱۹۵۲ برای تیم ملی فوتبال فنلاند به میدان رفت.
از فیلم‌هایی که وی در آن نقش داشته‌است، می‌توان به روزی که دلقک گریست، ۱۹۱۸، مغز بیلیون دلاری، کفش‌های ماهیگیر، تلفن و شکارچیان اشاره کرد.